# 贾春迪
贾春迪（2001年4月17日—），天津宝坻人，中国女子柔道运动员，毕业于中国民航大学。

## 生平
2001年4月17日，出生于天津市宝坻区郝各庄镇李台村。在初中就读于中登初级中学时，参加宝坻区中学生运动会的铅球和铁饼项目，通过表现被宝坻体校的老师看重并被邀请参加柔道项目的训练。2019年，第二届全国青年运动会三场比赛三个“一本”，夺得柔道体校乙组女子78公斤以上级冠军。2021年9月，进入中国民航大学学习。2023年7月31日，夺得第31届世界大学生夏季运动会柔道女子78公斤以上级别的金牌，是中国柔道队拿到的成都大运会首金。2024年2月4日，获得第31届世界大学生夏季运动会先进个人荣誉称号。在2024年全国柔道冠军赛中夺得柔道女子+78公斤级别冠军。2025年5月，获国际柔道联合会大满贯赛杜尚别站冠军。